# Тъчлиния
Тъчлиния е страничната линия на игрални полета в спортове като футбол и ръгби.
Линията на вратата (голлинията), страничните линии (тъчлиниите) и централната линия на терена са познати още като очертания на игралното поле. Страничните линии са най-дългите очертания на игрището. В ръгби двете странични линии не може да са на повече от 70 m една от друга и не са част от полето. Когато топката премине изцяло извън тях, тя се счита извън играта. В такива случаи играта се подновява с изпълнение на странично хвърляне, наречено още тъч. Страничните линии имат странични съдии, които отсъждат кога топката е преминала тъчлинията и кога даден играч е в засада.